# Deathwish Inc.
Deathwish Inc. est un label indépendant américain de punk rock et punk hardcore, basé à Salem, Massachusetts.

## Histoire
Le label est créé en 2000 par Tre McCarthy et Jacob Bannon, chanteur du groupe Converge,,. Leur première sortie est Deeper the Wound, un split album entre Converge et le groupe japonais Hellchild, le 23 avril 2001. Deathwish s'établit rapidement, travaillant avec un groupe diversifié de groupes et devenant finalement l'un des labels les plus respectés et les plus innovants dans le domaine du punk hardcore contemporain, et de la musique agressive en général,.
Après avoir déjà travaillé avec RED Distribution, Deathwish signe en mars 2016 un accord global avec Alternative Distribution Alliance (ADA), un label de distribution indépendant sous Warner Music Group qui s'associe également à d'autres labels punk, notamment Epitaph, Rise Records et Run for Cover Records.
Deathwish, Inc. s'est également développé en publiant des archives exclusives de divers artistes, dont Jacob Bannon.

## Labels apparentés
En 1999, Linas Garsys et Tru Pray fondent le label indépendant de punk hardcore Malfunction Records. Deathwish fusionne avec Malfunction en août 2007, et annonce à l'origine que les deux labels continueraient d'exister en tant qu'entités séparées, Malfunction agissant en tant que label d'impression et l'équipe de Deathwish gérant les deux entreprises,. Cependant, l'une des dernières sorties de Malfunction est l'EP éponyme de Bitter Ends en 2008. Deathwish distribue toujours une partie du catalogue de Malfunction.
En 2012, Jeremy Bolm de Touché Amoré crée son propre label sous l'égide de Deathwish, Secret Voice,. En 2014, Jami Morgan de Code Orange et Pat Kindlon de Self Defense Family ont formé leur propre label sous Deathwish, Harm Reduction Records.
Dans le passé, le label a géré un label, Icarus Records, pour des groupes aux sonorités plus expérimentales et ambiantesn bien qu'il ait été mis en sommeil pendant de nombreuses années et n'ait sorti que les albums de deux artistes.

## Deathwish Fest
Pendant deux nuits en juillet 2014, Deathwish organise des concerts consécutifs dans le Massachusetts avec des groupes actuels et anciennement signés par le label. Les deux soirées ont accueilli les têtes d'affiche Converge et Trap Them, le premier concert fait participer Modern Life Is War, Doomriders, Cult Leader, Self Defense Family et Harm Wülf en ouverture ; tandis que la deuxième soirée fait participer Young and in the Way, Code Orange, Oathbreaker, New Lows et Chrome Over Brass (Alex Garcia-Rivera de Give Up the Ghost, Bloodhorse) en ouverture. Le label déclare également qu'il s'agissait du premier d'une série d'événements. En mai/juin, le Deathwish Fest fait une tournée en Europe pour un concert de 7 jours avec Converge, Trap Them, Harm's Way et Young and in the Way.

## Ancien sponsoring MMA
Deathwish commence à sponsoriser plusieurs combattants d'arts martiaux mixtes de l'UFC en 2008 : Dan « The Outlaw » Hardy, Joe « J-Lau » Lauzon, Dan « The Upgrade » Lauzon, Toby « Tigerheart » Grear et plusieurs grapplers locaux de Boston,
,,
. Bannon est également un juge MMA licencié et a dessiné certains des vêtements des combattants,. Le parrainage du MMA par Deathwish décline au début des années 2010 et toutes les références à ce sujet sont supprimées de son site officiel.

## Groupes

### Actuels
- AC4[22]
- Birds in Row
- Bitter End
- Blacklisted[1]
- Bossk
- Burning Love
- Code Orange
- Cold Cave
- Cold World
- Coliseum
- Converge
- Cult Leader
- Deafheaven
- Death of Lovers
- Doomriders
- Gouge Away
- Heiress
- The Hope Conspiracy
- Integrity
- Living Eyes
- Loma Prieta
- Modern Life Is War
- Narrows
- New Lows
- Oathbreaker
- Punch
- Rise and Fall
- Self Defense Family
- Starkweather
- Touché Amoré
- Victims
- Whips/Chains
- Wovenhand
- Young and in the Way

### Anciens
- 100 Demons
- 108
- AC4
- Acid Tiger
- A Life Once Lost
- The Blinding Light
- Boysetsfire
- Breather Resist
- Carpathian
- The Carrier
- Ceremony
- Cursed
- Damage
- The Dedication
- Embrace Today
- Extreme Noise Terror
- First Blood
- The Great Deceiver
- Hellchild
- Holyghost
- Horror Show
- I Hate You
- Integrity
- Irons
- Jacob Bannon
- Jesuseater
- Lewd Acts
- Life Long Tragedy
- Killing the Dream
- Knives Out
- The Power and The Glory
- The Promise
- Pulling Teeth
- Razor Crusade
- Reach the Sky
- Ringworm
- Rot In Hell
- Shipwreck A.D.
- So Be It
- Some Girls
- The Suicide File
- Terror
- Trap Them
- United Nations